# Edward Gorey
Edward St. John Gorey (ur. 22 lutego 1925 w Chicago, zm. 15 kwietnia 2000 w Hyannis w stanie Massachusetts) – amerykański rysownik i ilustrator.
Edward Gorey łączył w swojej sztuce elementy werbalne i wizualne, był twórcą specyficznej, pełnej czarnego humoru estetyki, zwanej Goreyography lub Amphigorey. Autor ponad stu książek, w tym wyliczanki The Gashlycrumb Tinies.
W języku polskim ukazały się dwie książki Edwarda Goreya w tłumaczeniu Michała Rusinka: Osobliwy Gość i inne utwory (2011) oraz Pamiętna wizyta i inne utwory (2012), obie w wydawnictwie Znak.